# 抖音寻人
抖音寻人是字节跳动于2016年2月启动的公益寻人项目，原名头条寻人，借助平台、技术、用户量以及各地志愿者，主要基于信息分发技术帮助失散家庭团圆。

## 技术原理
利用精准推送技术，将寻人信息推送到走失地点或者可能出现的地点，弹窗到周边的今日头条用户手机上。

## 志愿团队
2016年起，抖音寻人和中国民政部、公安系统、救助站、志愿者组织等建立联系，不断拓展寻人范围。抖音寻人项目负责人介绍，近两年，抖音的创作者生态为寻人发展了众多志愿者资源，包括各类寻亲公益机构如宝贝回家、让爱回家等。

2023年2月15日，“抖音寻人助力2万余个家庭团圆”沟通会在中国北京举办，主题为“人海茫茫，都来帮忙”。会上，抖音寻人宣布升级“同伴计划”。计划包括四方面：一是免费提供内容运营培训，服务于志愿者和公益机构；二是流量扶持，扩大寻人视频精准曝光；三是荣誉认证，提供优秀合作伙伴、团圆助力官等认证；四是资金倾斜，支持公益机构寻人和救助工作。

数据显示，抖音寻人志愿者总计约2.6万名。

## 发展历程
2016年2月，头条寻人公益项目正式成立。

2016年11月，头条寻人接入“中国公安部儿童失踪信息紧急发布平台”（团圆系统）。

2017年8月，头条寻人上线灾后紧急寻人平台。

2021年2月，头条寻人发起“dou来寻人”项目。

2023年2月，抖音寻人宣布升级“同伴计划”。